# Fernando Berenguer de las Cagigas
Fernando José Bartolomé Berenguer y de las Cagigas (Manila, 24 de agosto de 1874 - Campo de la Bota, Barcelona, 12 de mayo de 1939) fue un jurista y militar español que llegó al grado de general y ocupó puesto de magistrado del Tribunal Supremo en su condición de general-auditor de la Armada. Fue ejecutado víctima de la represión de la dictadura franquista al poco de acabar la Guerra Civil. 

## Biografía
Hijo del médico militar Juan Berenguer y Salazar y de su esposa, Concepción de las Cagigas y González de Azaola, se licenció en Derecho y Periodismo y accedió al Cuerpo Jurídico de la Armada en 1910 con el rango de teniente. Fue magistrado de la Sala Sexta del Tribunal Supremo en la sección militar y participó como integrante en el tribunal que juzgó y condenó a muerte al general sublevado Joaquín Fanjul por haberse alzado en armas en el cuartel de la Montaña el 18 de julio de 1936. Al finalizar la Guerra Civil fue detenido en Barcelona, abierto expediente el 18 de abril de 1939, condenado a muerte por un delito de "adhesión a la rebelión militar" y ejecutado el 12 de mayo, junto a Francisco Javier Elola Díaz-Varela. Era hermano de José Berenguer y de las Cagigas, asesinado en las matanzas de Paracuellos en 1936.